# Kwaku Ohene-Frempong

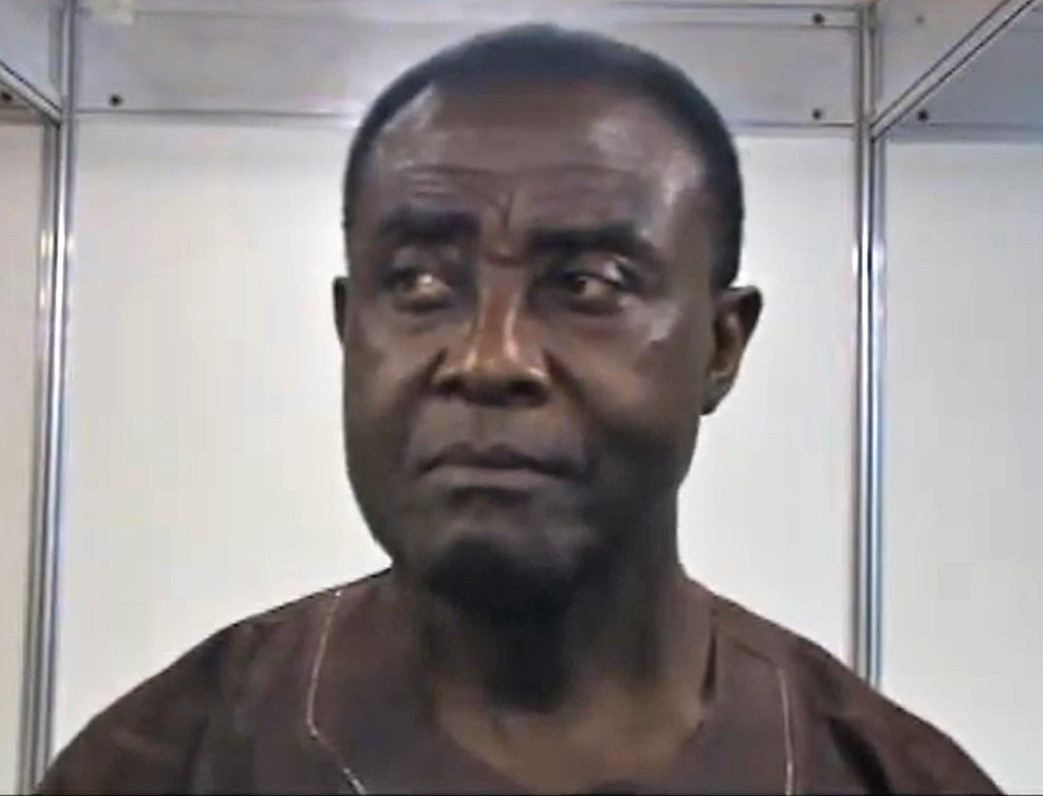
Kwaku Ohene-Frempong (2011)

Kwaku Ohene-Frempong (* 13. März 1946 in Kukurantumi, Biakoye District, Volta Region; † 7. Mai 2022 in Philadelphia, Pennsylvania, Vereinigte Staaten) war ein ghanaischer Hürdenläufer, der sich auf die 110-Meter-Distanz spezialisiert hatte.
1966 schrieb er sich an der Yale University ein. 1968 lehnte er ein Angebot ab, an den Olympischen Spielen in Mexiko-Stadt teilzunehmen, um sich auf sein Studium zu konzentrieren.
Am 30. Mai 1970 stellte er in Philadelphia mit 13,9 s einen nationalen Rekord auf, der 26 Jahre Bestand hatte. Im selben Jahr wurde er Siebter bei den British Commonwealth Games in Edinburgh.
1970 graduierte er im Fach Biologie. Danach absolvierte er ein Studium an der Yale School of Medicine und widmete sich der Erforschung der Sichelzellenanämie. Von 1991 bis 1998 leitete er die Sickle Cell Disease Association of America.
Ohene-Frempong war Professor für Pädiatrie an der Perelman School of Medicine der University of Pennsylvania. 1999 gehörte er zu den ersten Sportlern, die in die International Scholar-Athlete Hall of Fame aufgenommen wurde.
Für 2021 wurde Ohene-Frempong die Henry M. Stratton Medal der American Society of Hematology zugesprochen. Er starb im Mai 2022 im Alter von 76 Jahren an den Folgen einer Erkrankung an Lungenkrebs.